# Petrocallis
Petrocallis es un género de plantas con flores de la familia Brassicaceae. Tiene tres especies.

## Especies
- Petrocallis araratica
- Petrocallis fenestrata
- Petrocallis pyrenaica